# The Anthology (1947–1972)
A The Anthology (1947–1972) egy dupla lemezes válogatásalbum  Muddy Waters blues énekes dalaiból. 2020-ban a Minden idők 500 legjobb albuma listán 483. helyen szerepelt.

## Számok

### CD1
1. Gypsy Woman
2. I Can't Be Satisfied
3. I Feel Like Going Home
4. Train Fare Home Blues
5. Mean Red Spider
6. You Gonna Need My Help
7. Little Geneva
8. Rollin' & Tumblin' Part One
9. Rollin' Stone
10. Walkin' Blues
11. Louisiana Blues
12. Long Distance Call
13. Honey Bee
14. Gypsy Woman
15. Country Boy
16. She Moves Me
17. Still a Fool
18. Stuff You Gotta Watch
19. Who's Gonna Be Your Sweet Man When I'm Gone?
20. Standin' Here Tremblin'
21. Standin' Around Cryin'
22. Baby Please Don't Go
23. (I'm Your) Hoochie Coochie Man
24. I Just Want to Make Love to You
25. I'm Ready
26. Young Fashioned Ways
27. I Want to Be Loved

### CD2
1. My Eyes (Keep Me in Trouble)
2. Mannish Boy
3. Sugar Sweet
4. Trouble No More
5. Forty Days and Forty Nights
6. Just to Be with You
7. Don't Go No Farther
8. Diamonds at Your Feet
9. I Love the Life I Live, I Live the Life I Love
10. Got My Mojo Working
11. Rock Me
12. Look What You've Done
13. She's Nineteen Years Old
14. Close to You
15. Walking Thru the Park
16. Take the Bitter with the Sweet
17. I Feel So Good (Live)
18. You Shook Me
19. My Home in the Delta
20. Good Morning Little School Girl
21. The Same Thing
22. You Can't Lose What You Ain't Never Had
23. All Aboard (Fathers & Sons)
24. Can't Get No Grindin'